# Karakuri Circus
Karakuri Circus (からくりサーカス?, Karakuri Sākasu) è un manga scritto e illustrato da Kazuhiro Fujita pubblicata sulle pagine della rivista Weekly Shōnen Sunday fra il 9 luglio 1997 ed il 31 maggio 2006 dalla casa editrice Shogakukan.
In Italia il manga è stato pubblicato per la prima volta da Play Press come Karakuri Circus - Battaglia non convenzionale fino al sesto volume, ed è stata poi ripubblicata da febbraio 2014 a novembre 2022 da Goen, con il titolo Karakuri Circus - Il circo di Karakuri.

## Trama
Kato Narumi è un ex-combattente affetto da una rara malattia che lo costringe a far ridere le persone. Mentre lavora come mascotte per un circo viene avvicinato da Masaru Saiga, un bambino con un'enorme valigia che gli chiede come raggiungere il circo più vicino ma, proprio sotto gli occhi di Kato, il bambino viene rapito da un gruppo di persone in nero. Con l'intervento di Kato e, successivamente, dell'atleta circense Shirogane, il bambino viene salvato e si rivela essere l'unico erede della famiglia Saiga con un patrimonio che ammonta a 18 miliardi di yen, cosa che ha provocato l'ira dei fratellastri e dello zio che lo attaccano allo scopo di impossessarsi di tutta l'eredità della famiglia con l'utilizzo di bambole meccaniche chiamate marionette.
In seguito allo scontro con lo zio di Masaru, Kato sarà creduto morto lasciando così soli Shirogane e Masaru, che tentano di trascorrere una vita normale, ma l'eredità della famiglia Saiga metterà in pericolo i compagni di classe di Masaru. Il bambino, insieme a Shirogane, decide così di scappare unendosi al circo Nakamichi, un circo ormai in rovina con solo tre artisti: il signor Nakamichi ed i suoi due figli adottivi Hiro e Nori.
Intanto dall'altra parte del mondo, in America, Kato si risveglia nello studio di un dottore dai capelli argentati che gli spiega che il compito dei marionettisti è quello di uccidere le marionette automatiche, dei veri e propri robot che uccidono ed assorbono i fluidi degli esseri umani per diventarlo a loro volta.

## Media

### Manga
In Giappone il manga è stato pubblicato da Shogakukan tra il 9 luglio 1997 ed il 31 maggio 2006 sulla rivista Weekly Shōnen Sunday in 426 capitoli divisi in 43 volumi. L'opera è stata poi ripubblicata in una perfect edition in 26 volumi a partire dal 18 agosto 2011 con nuove copertine e volumi di 350 pagine.
In Italia il manga è stato prima portato da Play Press col titolo Karakuri Circus - Battaglia non convenzionale nel 2002 che pubblicò solo i primi 6 volumi, ripartiti in 12 uscite, fino al 2003. Dall'8 febbraio 2014 al 18 novembre 2022, l'opera è stata ripubblicata in Italia da Goen con cadenza mensile nella collana Yokai Collection nel formato dell'edizione originale ma con le illustrazioni di copertina della perfect edition giapponese. La serie è stata pubblicata in 43 volumi e inserisce anche i contenuti extra dell'edizione kanzenban. La traduzione dei testi è stata curata da Valentina Vignola, mentre il lettering è stato realizzato da Francesca Règine.

#### Volumi
| 1  | 15 gennaio 1998 | ISBN 4-09-125331-8 | 1º luglio 2002 (Play Press) 1º agosto 2002 (Play Press) 8 febbraio 2014 (Goen)   | ISBN 978-88-6712-146-5 |
| 1  | Capitoli - 1. Si alzi il sipario - 2. Shirogane - 3. Battaglia contro Pulcinella - 4. Narumi sragiona - 5. A casa di Narumi - 6. La promessa - 7. La banda dei rapitori |                    |                                                                                  |                        |
| 2  | 15 marzo 1998 | ISBN 4-09-125332-6 | 1º settembre 2002 (Play Press) 1º ottobre 2002 (Play Press) 8 marzo 2014 (Goen)  | ISBN 978-88-6712-198-4 |
| 3  | maggio 1998 | ISBN 4-09-125333-4 | 1º novembre 2002 (Play Press) 1º dicembre 2002 (Play Press) 5 aprile 2014 (Goen) | ISBN 978-88-6712-209-7 |
| 4  | 15 settembre 1998 | ISBN 4-09-125334-2 | 1º gennaio 2003 (Play Press) 1º febbraio 2003 (Play Press) 3 maggio 2014 (Goen)  | ISBN 978-88-6712-220-2 |
| 5  | novembre 1998 | ISBN 4-09-125335-0 | 1º aprile 2003 (Play Press) 1º maggio 2003 (Play Press) 7 giugno 2014 (Goen)     | ISBN 978-88-6712-227-1 |
| 6  | febbraio 1999 | ISBN 4-09-125336-9 | 1º giugno 2003 (Play Press) 18 luglio 2003 (Play Press) 12 luglio 2014 (Goen)    | ISBN 978-88-6712-232-5 |
| 7  | aprile 1999 | ISBN 4-09-125337-7 | 6 settembre 2014                                                                 | ISBN 978-88-6712-242-4 |
| 8  | giugno 1999 | ISBN 4-09-125338-5 | 20 settembre 2014                                                                | ISBN 978-88-6712-253-0 |
| 9  | settembre 1999 | ISBN 4-09-125339-3 | 25 ottobre 2014                                                                  | ISBN 978-88-6712-266-0 |
| 10 | dicembre 1999 | ISBN 4-09-125340-7 | 31 gennaio 2015                                                                  | ISBN 978-88-6712-279-0 |
| 11 | febbraio 2000 | ISBN 4-09-125681-3 | 28 febbraio 2015                                                                 | ISBN 978-88-6712-298-1 |
| 12 | maggio 2000 | ISBN 4-09-125682-1 | 4 aprile 2015                                                                    | ISBN 978-88-6712-315-5 |
| 13 | luglio 2000 | ISBN 4-09-125683-X | 12 marzo 2016                                                                    | ISBN 978-88-6712-395-7 |
| 14 | settembre 2000 | ISBN 4-09-125684-8 | 5 agosto 2016                                                                    | ISBN 978-88-6712-518-0 |
| 15 | dicembre 2000 | ISBN 4-09-125685-6 | 7 aprile 2017                                                                    | ISBN 978-88-6712-551-7 |
| 16 | febbraio 2001 | ISBN 4-09-125686-4 | 1º luglio 2017                                                                   | ISBN 978-88-6712-564-7 |
| 17 | maggio 2001 | ISBN 4-09-125687-2 | 6 gennaio 2018                                                                   | ISBN 978-88-6712-578-4 |
| 18 | luglio 2001 | ISBN 4-09-125688-0 | 5 maggio 2018                                                                    | ISBN 978-88-6712-592-0 |
| 19 | ottobre 2001 | ISBN 4-09-125689-9 | 6 giugno 2020                                                                    | ISBN 978-88-6712-782-5 |
| 20 | dicembre 2001 | ISBN 4-09-125690-2 | 25 luglio 2020                                                                   | ISBN 978-88-6712-834-1 |
| 21 | febbraio 2002 | ISBN 4-09-126361-5 | 7 settembre 2020                                                                 | ISBN 978-88-6712-860-0 |
| 22 | maggio 2002 | ISBN 4-09-126362-3 | 31 ottobre 2020                                                                  | ISBN 978-88-6712-968-3 |
| 23 | luglio 2002 | ISBN 4-09-126363-1 | 22 gennaio 2021                                                                  | ISBN 978-88-6712-969-0 |
| 24 | settembre 2002 | ISBN 4-09-126364-X | 29 gennaio 2021                                                                  | ISBN 978-88-9284-037-9 |
| 25 | novembre 2002 | ISBN 4-09-126365-8 | 12 marzo 2021                                                                    | ISBN 978-88-9284-046-1 |
| 26 | marzo 2003 | ISBN 4-09-126366-6 | 26 marzo 2021                                                                    | ISBN 978-88-9284-058-4 |
| 27 | aprile 2003 | ISBN 4-09-126367-4 | 26 marzo 2021                                                                    | ISBN 978-88-9284-065-2 |
| 28 | luglio 2003 | ISBN 4-09-126368-2 | 30 aprile 2021                                                                   | ISBN 978-88-9284-085-0 |
| 29 | ottobre 2003 | ISBN 4-09-126369-0 | 25 giugno 2021                                                                   | ISBN 978-88-9284-344-8 |
| 30 | dicembre 2003 | ISBN 4-09-126370-4 | 16 luglio 2021                                                                   | ISBN 978-88-9284-105-5 |
| 31 | marzo 2004 | ISBN 4-09-127071-9 | 30 luglio 2021                                                                   | ISBN 978-88-9284-156-7 |
| 32 | giugno 2004 | ISBN 4-09-127072-7 | 13 agosto 2021                                                                   | ISBN 978-88-9284-158-1 |
| 33 | agosto 2004 | ISBN 4-09-127073-5 | 17 settembre 2021                                                                | ISBN 978-88-9284-178-9 |
| 34 | novembre 2004 | ISBN 4-09-127074-3 | 24 settembre 2021                                                                | ISBN 978-88-9284-188-8 |
| 35 | gennaio 2005 | ISBN 4-09-127075-1 | 15 ottobre 2021                                                                  | ISBN 978-88-9284-190-1 |
| 36 | 15 marzo 2005 | ISBN 4-09-127076-X | 29 ottobre 2021                                                                  | ISBN 978-88-9284-192-5 |
| 37 | 15 giugno 2005 | ISBN 4-09-127077-8 | 26 novembre 2021                                                                 | ISBN 978-88-9284-222-9 |
| 38 | 15 agosto 2005 | ISBN 4-09-127078-6 | 17 dicembre 2021                                                                 | ISBN 978-88-9284-252-6 |
| 39 | 15 novembre 2005 | ISBN 4-09-127079-4 | 28 gennaio 2022                                                                  | ISBN 978-88-9284-272-4 |
| 40 | 15 gennaio 2006 | ISBN 4-09-127080-8 | 25 marzo 2022                                                                    | ISBN 978-88-9284-350-9 |
| 41 | 15 marzo 2006 | ISBN 4-09-120109-1 | 22 aprile 2022                                                                   | ISBN 978-88-9284-366-0 |
| 42 | 15 giugno 2006 | ISBN 4-09-120379-5 | 29 aprile 2022                                                                   | ISBN 978-88-9284-368-4 |
| 43 | 15 settembre 2006 | ISBN 4-09-120570-4 | 13 maggio 2022                                                                   | ISBN 978-88-9284-370-7 |
| 44 | — | —                  | 27 maggio 2022                                                                   | ISBN 978-88-9284-372-1 |
| 45 | — | —                  | 24 giugno 2022                                                                   | ISBN 978-88-9284-374-5 |
| 46 | — | —                  | 18 novembre 2022                                                                 | ISBN 978-88-9284-376-9 |

### Anime
Un adattamento anime(quest'anime non è una fedele trasposizione del manga, infatti sono assenti in questa serie animata numerosi pezzi del manga che sono stati del tutto saltati e non inseriti nell'anime) di 36 episodi prodotto da Studio VOLN diretto da Satoshi Nishimura, con la sceneggiatura ad opera di Toshiki Inoue e Kazuhiro Fujita e il character design di Takahiro Yoshimatsu è stato trasmesso dall'11 ottobre 2018 al 27 giugno 2019 su Tokyo MX e BS11. La colonna sonora è stata curata da Yūki Hayashi mentre Twin Engine ne ha finanziato la produzione. La serie è stata trasmessa in simulcast a livello internazionale su Amazon Prime Video. Le sigle di apertura sono rispettivamente Gekkō dei Bump of Chicken (ep. 1-12), Haguruma dei KANA-BOON (ep. 13-24) e Over me di Lozareena (ep. 25-36) mentre quella di chiusura sono Marionette di Lozareena (ep. 1-12), Yūdachi di Memai Siren (ep. 13-24) e Gekkō dei Bump of Chicken (ep. 25-36).

#### Episodi
| Nº | Titolo italiano Giapponese 「Kanji」 - Rōmaji                                                           | In onda          | In onda |
| Nº | Titolo italiano Giapponese 「Kanji」 - Rōmaji                                                           | Giapponese       |         |
| 1  | Suona il gong 「開幕ベル」 - Kaimaku beru                                                               | 11 ottobre 2018  |         |
| 2  | Promessa 「約束」 - Yakusoku                                                                            | 18 ottobre 2018  |         |
| 3  | Abisso 「奈落」 - Naraku                                                                                | 25 ottobre 2018  |         |
| 4  | Tigre rotante 「コラン」 - Koran                                                                        | 1º novembre 2018 |         |
| 5  | Il circo – Partenza 「サーカス〜出発」 - Sākasu 〜 Shuppatsu                                            | 8 novembre 2018  |         |
| 6  | Inferno 「地獄」 - Jigoku                                                                               | 15 novembre 2018 |         |
| 7  | Demoniaco 「Demonic」                                                                                   | 22 novembre 2018 |         |
| 8  | Inizio e fine improvvisi 「瞬の始まりと終わり」 - Shun no hajimari to owari                             | 29 novembre 2018 |         |
| 9  | Ricordi 「記憶」 - Kioku                                                                                | 6 dicembre 2018  |         |
| 10 | Francine 「フランシーヌ」 - Furanshīnu                                                                  | 13 dicembre 2018 |         |
| 11 | Fanfare 「ファンファーレ」 - Fanfāre                                                                    | 20 dicembre 2018 |         |
| 12 | Il comandante senza volto 「顔無し」 - Kao nashi                                                        | 27 dicembre 2018 |         |
| 13 | Lucille 「ルシール」 - Rushīru                                                                          | 10 gennaio 2019  |         |
| 14 | Al mare, sul finire della notte 「夜更けの海」 - Yofuke no umi                                          | 17 gennaio 2019  |         |
| 15 | Ritorno al punto di partenza 「はじまりの場所へ」 - Hajimari no basho e                                 | 31 gennaio 2019  |         |
| 16 | Incontro 「出会い」 - Deai                                                                              | 7 febbraio 2019  |         |
| 17 | Visitatori 「訪れし者」 - Otozureshi mono                                                               | 14 febbraio 2019 |         |
| 18 | Un sorriso 「微笑」 - Bishō                                                                             | 21 febbraio 2019 |         |
| 19 | La verità dietro l'ombra 「影の正体」 - Kage no shōtai                                                  | 28 febbraio 2019 |         |
| 20 | Sole nero 「黒い太陽」 - Kuroi taiyō                                                                    | 7 marzo 2019     |         |
| 21 | Dee d'argento 「銀色の女神」 - Gin'iro no megami                                                        | 14 marzo 2019    |         |
| 22 | Andiamo da "Harry"! 「「ハリー」へ向かう！！」 - 'Harī' e Mukau!!                                       | 21 marzo 2019    |         |
| 23 | Il ritorno del demone 「悪魔再び」 - Akuma futatabi                                                     | 28 marzo 2019    |         |
| 24 | Fuga 「脱出へ」 - Dasshutsu e                                                                           | 4 aprile 2019    |         |
| 25 | A Mont Saint-Michel 「モン・サン・ミッシェルにて」 - Mon-San-Missheru nite                              | 11 aprile 2019   |         |
| 26 | Animal show 「アニマル・ショウ」 - Animaru shō                                                          | 18 aprile 2019   |         |
| 27 | Download 「転送」 - Daunrōdo                                                                            | 25 aprile 2019   |         |
| 28 | Il piccolo porcellino 「ぶたちゃんはあるいていった」 - Buta-chan wa aru ite itta                        | 2 maggio 2019    |         |
| 29 | Quanto fece Shirogane 「しろがねのやったこと」 - Shirogane no yatta koto                                | 9 maggio 2019    |         |
| 30 | Pietà 「Pieta」                                                                                         | 16 maggio 2019   |         |
| 31 | Stella cadente nera 「黒の流星」 - Kuro no ryūsei                                                       | 23 maggio 2019   |         |
| 32 | Commiato 「暇乞い」 - Itomagoi                                                                          | 30 maggio 2019   |         |
| 33 | Trio Nakamachi contro Lady Spider 「仲町三人VSレディ・スパイダー」 - Nakamachi San'nin VS Redi・Supaidā | 6 giugno 2019    |         |
| 34 | Retroguardia 「背中を守る者」 - Senaka o mamoru mono                                                    | 13 giugno 2019   |         |
| 35 | Abbraccio 「抱擁」 - Hōyō                                                                               | 20 giugno 2019   |         |
| 36 | Cala il sipario 「閉幕」 - Heimaku                                                                      | 27 giugno 2019   |         |

## Accoglienza
Il manga è stato candidato per il 38° Seiun Award nel 2007, ma senza vincerlo. Al 2018 il manga ha venduto più di 15 milioni di copie. Nel sondaggio Manga Sōsenkyo 2021 indetto da TV Asahi, 150 000 persone hanno votato la loro top 100 delle serie manga e Karakuri Circus si è classificata all'86º posto.
In Italia l'edizione del manga Goen ha registrato buone vendite.